# Robert Henryson

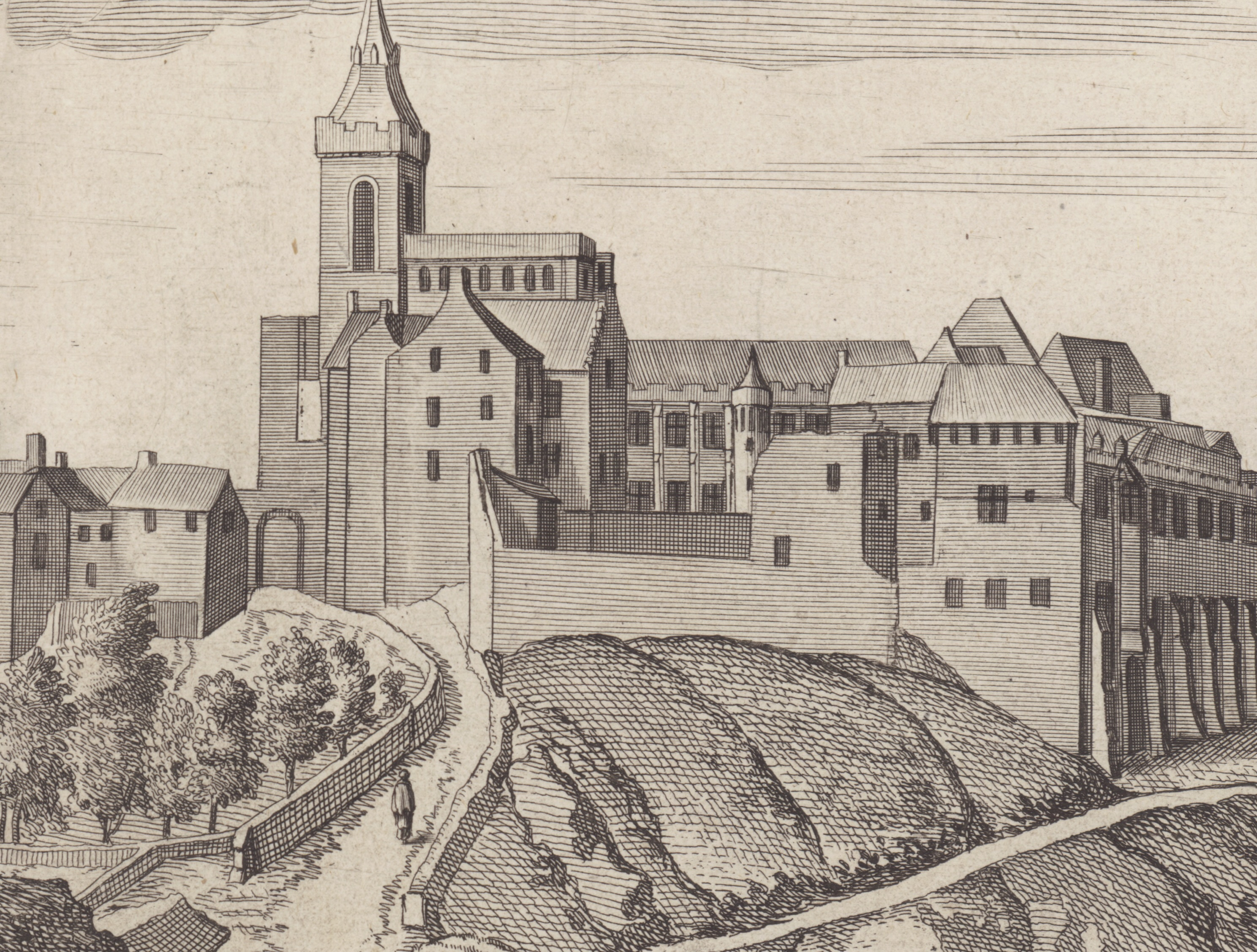
Abtei Dunfermline im 17. Jahrhundert

Robert Henryson war ein schottischer Dichter des 15. Jahrhunderts und gehört zu den bedeutendsten schottischen Schriftstellern dieser Zeit. Er wird zu den schottischen Makars gezählt.

## Leben
Über sein Leben ist wenig bekannt. Er wurde wahrscheinlich zwischen 1420 und 1430 geboren. Aus der Erwähnung in William Dunbar Lament for the Makars (1500 bis 1506) ist zu entnehmen, dass er vor 1506 gestorben ist. Das Ende von König Jakob IV. und dessen Niedergang im Ausbruch des Krieges mit England erlebte er nicht. Nach Francis Kynaston (1639) und Angaben in seinen Dichtungen hat er ein hohes Alter erreicht. Kynaston übersetzte sein Testament of Cresseid ins Lateinische. Dies ist das bekannteste Gedicht von Henryson und erzählt Troilus und Cressida von Geoffrey Chaucer weiter. Henryson studierte wahrscheinlich an der Universität Glasgow und hatte einen Bachelor-Abschluss, der es ihm ermöglichte, als Notar tätig zu sein. Aus seinen Schriften wird deutlich, dass er sehr gebildet war. Nach der Ausgabe seiner The Morall Fabillis von 1569/70 war er Schulmeister in Dunfermline. Er lebte in unruhigen Zeiten in Schottland, in dem aber damals kulturelle Einflüsse der französischen und italienischen Renaissance bestanden. Er wurde wie die anderen schottischen Makars durch Geoffrey Chaucer beeinflusst.
Er veröffentlichte in Mittel-Schottisch. Seine Hauptwerke sind Fabeln nach Aesop (The Morall Fabillis), von denen einige aus den 1480er Jahren stammen, und The Testament of Cresseid. Daneben gibt es noch Gedichte wie The Abbey walk und Robene and Makeyne.

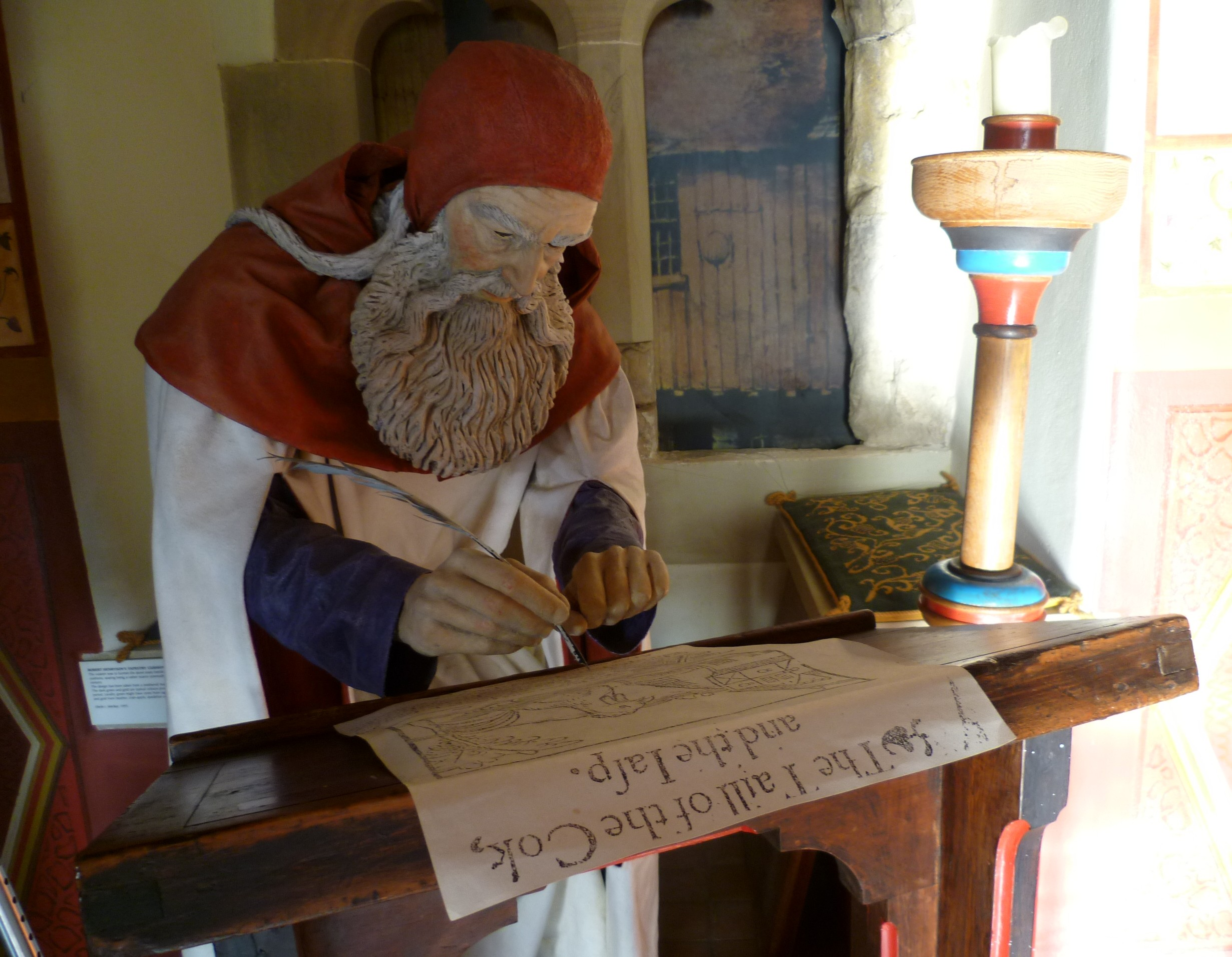
Darstellung von Henryson im Abbot House, Dunfermline

## Werkausgaben
- Charles Elliott (Hrsg.), Robert Henryson, Poems. Oxford: The Clarendon Press, 1963 (Auswahl)
- Denton Fox (Hrsg.): The Poems of Robert Henryson. Oxford: The Clarendon Press, 1981
- David Laing (Hrsg.): Robert Henryson, The Poems and Fables. Edinburgh: William Patterson, 1865
- G. Gregory Smith: The Poems of Robert Henryson, 3 Bände, Edinburgh: William Blackwood for The Scottish Text Society (Nr. 55, 58, 64), 1906, 1908, 1914
- H. Harvey Wood (Hrsg.): The Poems and Fables of Robert Henryson. Edinburgh: Oliver Boyd, 1933, Neuauflage 1958